# Hippolytushoef

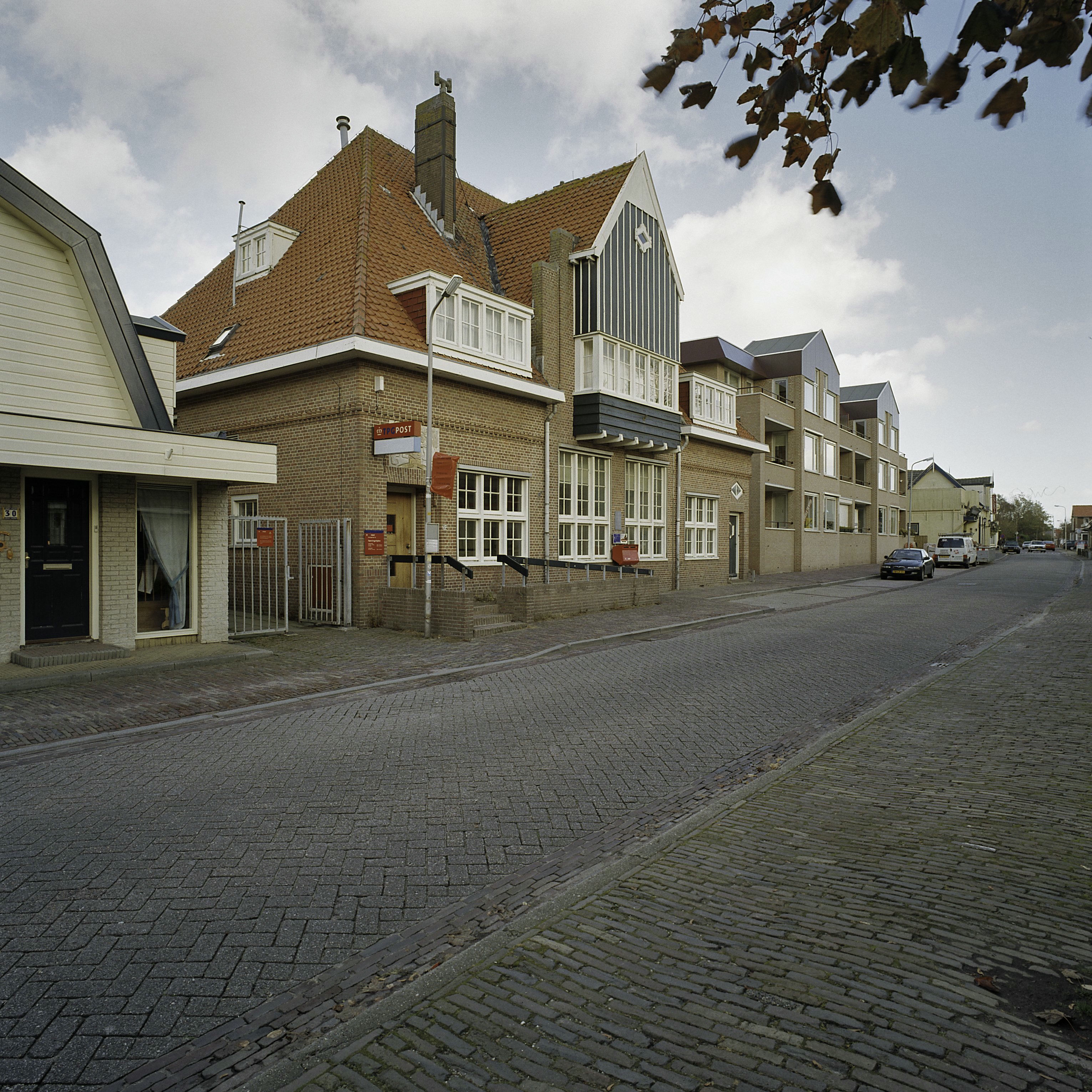
Edifici di Hippolytushoef

Hippolytushoef, noto localmente anche come Hippo, è un villaggio di circa 4 800-4 900 abitanti del nord-ovest dei Paesi Bassi, facente parte della provincia dell'Olanda Settentrionale (Noord Holland) e situato nella regione di Kop van Noord Holland. Dal punto di vista amministrativo, si tratta di una frazione del comune di Hollands Kroon; fino al 2011, ha fatto parte della municipalità soppressa di Wieringen, di cui era il centro maggiore.
La località era nota un tempo (tra la fine del XIX secolo e la prima metà del XX secolo) come la "Piccola Parigi", per la presenza di numerosi caffè.

## Geografia fisica
Hippolytushoef si trova nella parte nord-orientale della provincia dell'Olanda Settentrionale, a pochi chilometri ad ovest di Den Oever (e quindi dall'inizio dell'Afsluitdijk, la Grande Diga).

## Origini del nome
Il toponimo Hippolytushoef, attestato anticamente come Ypolshof (1343) e come Ecclesia beati Ypoliti (1396), è formato dal nome del patrono locale, Sant'Ippolito, e dal termine -hoef, che significa "striscia di terra".

## Storia

### Dalla fondazione ai giorni nostri
Fino agli anni sessanta del XX secolo, la località era particolarmente frequentata dai giovani, per la presenza di numerosi caffè.

## Monumenti e luoghi d'interesse
Hippolytushoef vanta 14 edifici classificati come rijksmonumenten.

### Architetture religiose

#### Chiesa di Sant'Ippolito
Principale edificio religioso di Hippolytushoef è la chiesa di Sant'Ippolito (Hippolytuskerk) o chiesa protestante, costruita tra il XII, XIV e XV secolo. La navata è stata ricostruita dopo l'inondazione che la distrusse completamente nel 1676.

### Architetture civili

#### Mulino De Onderneming
Altro edificio degno di nota è il mulino De Onderneming, un mulino a vento risalente al 1852.
|  |

## Cultura

### Musei

#### Wieringer Eilandmuseum Jan Lont
A Hippolytushoef si trova il Wieringer Eilandmuseum Jan Lont, un museo ubicato in una fattoria del 1853, che illustra la storia della pesca a Wieringen.

## Geografia antropica

### Suddivisioni amministrative
Buurtschappen
- Elft
- Noordburen
- Oosterklief
- Smerp
- Stroe
- Westerklief (in parte)